# Discovery Showcase HD
Discovery Showcase HD foi um canal de televisão europeu que englobava diversos documentários em HD dos canais Discovery Channel, Animal Planet, Discovery Science, TLC, IS e ID Xtra através de um rebranding no dia 1 de dezembro de 2014 do canal Discovery HD Showcase.  Encerrou suas operações em 31 de dezembro de 2020.

## História
O canal estreou em Portugal na ZON a 2 de junho de 2010 e posteriormente na Cabovisão a 6 de setembro de 2010 sob o nome Discovery HD Showcase.